# تیم ملی بسکتبال موزامبیک
تیم ملی بسکتبال موزامبیک، نماینده موزامبیک در مسابقات بین المللی بسکتبال است. این تیم توسط فدراسیون بسکتبال این کشور (FMB) اداره می شود. 
بالاترین افتخار موزامبیک چه در مسابقات قهرمانی آفریقا و بازی‌های آفریقایی کسب نشان نقره در سال ۲۰۱۱ است. در مجموع ۱۴ بار به مسابقات قهرمانی آفریقا راه یافته اند که بهترین نتیجه آنها در این مسابقات مقام پنجم در سال ۱۹۸۳ بوده است.